# Сюртэнская сельская община
Сюртэнская сельская общи́на (укр.  Сюртівська сільська громада) — территориальная община в Ужгородском районе Закарпатской области Украины.
Административный центр — село Сюртэ.
Население составляет 9 460 человек. Площадь — 147,2 км².

## Населённые пункты
В состав общины входит 12 сёл:
- Сюртэ
- Великие Геевцы
- Малые Геевцы
- Русские Геевцы
- Галоч
- Батфа
- Палло
- Паладь-Комаровцы
- Малые Селменцы
- Ратовцы
- Тыйглаш
- Часловцы